# メリック・ガーランド
メリック・ブライアン・ガーランド（英語: Merrick Brian Garland、1952年11月13日 - ）は、アメリカ合衆国の政治家、法律家。2021年3月から2025年1月まで同国の第86代司法長官を務めた。

## 来歴
1952年11月13日にイリノイ州シカゴに誕生した。ハーバード大学を卒業後は、1997年9月から2021年3月までコロンビア特別区巡回区の合衆国控訴裁判所判事、2013年2月から2020年2月まで同区連邦控訴裁判所長官を務めた。

### 連邦最高裁判所判事
2016年3月にバラク・オバマ大統領が連邦最高裁判所判事に指名したが、上院で共和党議員らが承認の為の投票を拒否し、就任できなかった。

### 司法長官
2021年1月6日にジョー・バイデン大統領によって同国の司法長官に指名された。上院の承認を受けて同年3月11日に就任した。

## 家族
1987年9月にリン・ローゼンマンと結婚し、2人の子女が誕生した。なお2018年6月に自身の娘が結婚した時は、その式に参加した。